# Ретцер, Кен
Кеннет Лео Ретцер (англ. Kenneth Leo Retzer, 30 апреля 1934, Вуд-Ривер, Иллинойс — 17 мая 2020, Сан-Сити, Аризона) — американский бейсболист, кэтчер. С 1961 по 1964 год выступал в Главной лиге бейсбола в составе клуба «Вашингтон Сенаторз».

## Биография

### Ранние годы
Кеннет Лео Ретцер родился 30 апреля 1934 года в штате Иллинойс. Он был младшим из семи детей в семье. Предки Кеннета эмигрировали в США из Германии в середине XIX века. В годы Великой депрессии семья Ретцеров часто переезжала. На момент рождения Кена его отец Джозеф работал на нефтеперерабатывающем заводе. Кеннет учился в разных школах, последняя из которых находилась в Уэллсвилле в штате Миссури.
После окончания школы в 1953 году он получил спортивную стипендию в двухлетнем колледже в Джефферсон-Сити, куда Ретцера пригласили как игрока баскетбольной команды. Через два года он поступил в Центральный колледж штата Миссури, но не окончил его. В 1954 году на одной из игр полупрофессиональных бейсбольных команд Кена заметил скаут клуба «Кливленд Индианс» Джонни Шульте. После подписания контракта Ретцер был направлен в Лигу Джорджии и Флориды, где играл за «Тифтон Индианс». Играя кэтчером, он стал одним из худших защитников команды, допустив 28 ошибок. Этот недостаток Кен компенсировал своей атакующей эффективностью. Отбивая с показателем 30,7 %, он стал лучшим в лиге по числу хитов (138), хоум-ранов (8) и общему количеству занятых баз (188). В 1955 году он играл за «Фарго-Морхед Твинс» в Северной лиге и снова стал лучшим отбивающим команды.
В 1956 году Ретцер улучшил свою игру в защите и был одним из сильнейших игроков в составе «Рединг Индианс» в Восточной лиге. В конце года его призвали на военную службу, которую Кен проходил на полигоне Уайт-Сандс в Нью-Мексико. После демобилизации в конце 1957 года он уехал в Колумбию, где играл в зимней лиге, а затем вместе с командой выиграл турнир Панамериканской серии. После этого он вернулся в США и провёл ещё один успешный год в составе «Рединга». Сезон 1959 года Ретцер провёл в AAA-лиге в составе «Сан-Диего Падрес». В мае он был лучшим бьющим лиги с показателем 34,3 %, затем из-за травмы ноги Кен играл меньше и завершил чемпионат с показателем 28,1 %.

### Главная лига бейсбола
Несмотря на удачную игру на бите, в защите Ретцер действовал нестабильно. Место основного кэтчера «Кливленда» в 1960 году занял молодой Джонни Роман и шансы Кена на попадание в главную команду снизились. В течение двух сезонов он играл в AAA-лиге, а в сентябре 1961 года был обменян в «Вашингтон Сенаторз». Команда проводила свой первый сезон в Главной лиге бейсбола и на месте кэтчера время от времени выходили игроки другого амплуа. Благодаря этому Ретцер дебютировал уже 9 сентября в игре с «Балтимор Ориолс». Всего до конца регулярного чемпионата он сыграл в шестнадцати матчах с показателем отбивания 34,0 %, а в защите допустил всего одну ошибку. Начало карьеры было перспективным, но после окончания сезона Кен уехал играть в зимнюю лигу в Никарагуа и получил травму руки. Восстановление было длительным и в 1962 году он смог выйти на поле только в конце мая. По ходу сезона он некоторое время лидировал среди отбивающих Американской лиги. В концовке чемпионата у Ретцера была неудачная серия игр, но закончил он его лидером «Сенаторз» по основным статистическим показателям игры в нападении. Спортивная пресса в Вашингтоне назвала его лучшим новичком команды, хотя в защите он по-прежнему допускал много ошибок.
Перед стартом сезона 1963 года «Сенаторз» подписали контракт с кэтчером Доном Леппертом, специалистом по игре в защите. У Ретцера же после хорошо проведённого апреля резко упала эффективность на бите. Он потерял значительную часть игрового времени и даже был вынужден отдать свой игровой номер аутфилдеру Минни Миньосо. Во второй половине сезона Кен вернулся в состав после травм двух других кэтчеров. К концу регулярного чемпионата он поднял свой показатель отбивания до 24,2 % с пять хоум-ранами и 31 RBI. В следующее межсезонье «Сенаторз» в результате обмена получили ещё одного кэтчера Майка Брамли, который сразу же был назван игроком основного состава. Ретцер боролся за место в составе, провёл несколько удачных матчей, но в августе был переведён в AAA-лигу. В сентябре его ненадолго вернули в главную команду, но после окончания сезона обменяли в «Миннесоту». Зимой Кен уехал играть в Венесуэлу, но был быстро отчислен из-за драк с водителем автобуса и лифтёром в отеле.
Весной 1965 года на предсезоннах сборах «Миннесоты» Ретцер выполнял обязанности запасного кэтчера, работая с питчерами-левшами. Однако ближе к старту чемпионата в клубе сделали выбор в пользу молодого Джона Севчика, а Кен был отправлен в «Денвер Беарс» из AAA-лиги. В следующем году он снова провёл сборы в составе «Твинс», а затем был обменян в «Хьюстон Астрос». Чемпионат 1966 года Ретцер отыграл в составе «Оклахомы-Сити». Последний сезон карьеры он провёл в системе Индианс, сначала в «Портленд Биверс», а затем в «Рочестер Ред Уингз».

### После завершения карьеры
После завершения карьеры Ретцер сменил несколько профессий, управлял рестораном, был инструктором по ракетболу. Кен дважды был женат. Первый его брак закончился разводом в 1977 году. Второй раз он женился в 1982 году. С 2010 по 2012 год он жил в Лас-Вегасе, затем с супругой переехал в Финикс.
Скончался Кен Ретцер в своём доме в Сан-Сити 17 мая 2020 года.